# Lakhamapur, Badami
Lakhamapur là một làng thuộc tehsil Badami, huyện Bagalkot, bang Karnataka, Ấn Độ.